# Jim Duffy
Jim Duffy (Glasgow, 27 aprile 1959) è un allenatore di calcio ed ex calciatore scozzese, di ruolo difensore.

## Carriera
Fu eletto nel 1985 Giocatore dell'anno della SPFA.

## Palmarès

### Giocatore

#### Club
- Campionato scozzese: 1

Celtic: 1980-1981

#### Individuale
- Giocatore dell'anno della SPFA:1

1985

### Allenatore
- Scottish Championship: 1

Dundee: 1997-1998